# Karina Berger
Karina Berger (nacida el 7 de diciembre de 1968), en Suiza, fue ganadora de Miss Globo Internacional en 1989 y Miss Suiza en 1988.
Al ganar el título nacional de Miss Suiza en 1988, adquirió el derecho para representar a su país en el mayor concurso de belleza al año siguiente. Compitió en Miss Mundo 1988 en Londres, Reino Unido y en Miss Universo 1989 en Cancún, México. A pesar de que consiguió puesto en ambos concursos, compitió en 1989 para Miss Globo Internacional en Foça, Turquía. En el concurso de belleza de Miss Globo Internacional fue derrotada por muy poco por la venezolana Eva Lisa Ljung, una semifinalista en Miss Universo 1989, para el título, a pesar del hecho que fue precedida y sucedida por delegadas de Venezuela.